# Kallima nubilosa
Kallima nubilosa är en fjärilsart som beskrevs av Hans Fruhstorfer 1913. Kallima nubilosa ingår i släktet Kallima och familjen praktfjärilar. Inga underarter finns listade i Catalogue of Life.